# Анијан
Анијан (фр. Aniane) је насеље и општина у јужној Француској у региону Лангдок-Русијон, у департману Еро која припада префектури Монпелије.
По подацима из 1999. године у општини је живело 2098 становника, а густина насељености је износила 69 становника/km². Општина се простире на површини од 30,34 km². Налази се на средњој надморској висини од 62 метара (максималној 367 m, а минималној 36 m).

## Демографија
| 1962. | 1968. | 1975. | 1982. | 1990. | 1999. | 2010. |
| ----- | ----- | ----- | ----- | ----- | ----- | ----- |
| 1.752 | 1.773 | 1.684 | 1.617 | 1.725 | 2.098 | 2.773 |

График промене броја становника у току последњих година